# Піжил (селище)
Піжи́л (рос. Пижил) — селище у складі Сюмсинського району Удмуртії, Росія.

## Населення
Населення — 625 осіб (2010; 692 в 2002).
Національний склад (2002):
- росіяни — 64 %
- удмурти — 33 %

## Історія
Заснування селища пов'язане з будівництвом залізниці Ува-Кільмезь, яке розпочалось ще у довоєнні роки. З початком другої світової війни та втратою ресурсів на Донбасі та у Баку виникла потреба у розвитку нових паливних баз. Для освоєння нових лісових масивів заради лісозаготівлі потрібно було протягнути нові лісовозні залізниці або терміново закінчити будівництво вже розпочатих. Роботи на будівництві залізниці Ува-Кільмезь набули стратегічного значення. Основною робочою силою були селяни, жили вони у навколишніх присілках. Людей не вистачало, тому примусово направляли навіть жінок та юнаків. Одна із дівчат згадувала пізніше:
|  | «Возили у тачках пісок, пиляли ліс на двометровки, колоди тягали на плечах, складали в штабелі, нарівні з дорослими ми, неповнолітні, виконували добову норму виробки. Коли шпали клали, прямо в лісі спали під відкритим небом. Під час дощу не знали де сховатись. Жах, скільки перетерпіти прийшлось!» «Возили в тачках песок, пилили лес на двухметровки, брёвна таскали на плечах, складывали в штабеля, наравне с взрослыми мы, несовершеннолетние, выполняли суточную норму выработки. Когда шпалы клали, прямо в лесу спали под открытым небом. В дождь не знали где укрыться. Ужас, сколько перетерпеть пришлось!» |

Будівництво велось з обох сторін особливим будівельним управлінням № 9 (начальник Соколовський В. Ф.). 1942 року за 2 км від сучасного селище, яке тоді входило до складу Вавозького району, з'явились перші бараки, де жили будівельники із привезених сюди репресованих. 1943 року залізниця була відкрита, 1944 року у селищі почали діяти залізнична станція та лісопункт. Сюди почали прибувати кадрові працівники, які спочатку жили у землянках, а потім у збудованих бараках. 1945 року відкрилась початкова школа, 1947 року вона була перетворена у семирічну. 1946 року відкрився дитячий садок з яслами. У перші роки існування селища населення сягало 1000 осіб, тут збудували смолокурню та цегляний завод. Пізніше звели клуб, магазин та пекарню, певний час тут діяв ринок, куди приїжджали люди з навколишніх присілків.
Діловий ліс в околицях селища швидко вирубали і підприємство було переведене до Какможу. Рада міністрів Удмуртської АРСР 22 грудня 1955 року прийняли постанову щодо організації з 1 липня 1956 року Піжильського будинку інвалідів на 210 місць. Першими сюди були переведені 17 хворих із Мильніківського будинку Сарапульського району та медперсонал (фельдшер Георгієвських З. В. та медсестра Князева Ю. Є.), директором був призначений Мальцев І. Д. Бараки були перебудовані від палати, зводились нові корпуси. Розроблялись сільськогосподарські угіддя під підсобне господарство, сюди з Мильніків перевезли худобу. Завідувачем підсобного господарства став Рябов В. М., він придбав перший трактор. Пізніше до будинку інвалідів прибуло ще 120 хворих, більшість з яких могли працювати. У селищі відкрили рогожню, почали виробляти мочало. Після закінчення зведення нових корпусів прибули нові хворі. 10 жовтня 1956 року селище було передане до складу Сюмсинського району.

## Урбаноніми[4]
- вулиці — Брідна, Ключева, Лісова, Станційна, Цегляна, Шкільна